# A Águia Solitária
The Spirit of St. Louis (bra: A Águia Solitária, ou Águia Solitária; prt: A Águia Solitária) é um filme norte-americano de 1957, dos gêneros aventura, drama biográfico e ficção histórica, realizado por Billy Wilder, com roteiro de Wendell Mayes, Charles Lederer e do próprio diretor baseado na autobiografia de Charles Lindberg.

## Sinopse
Este filme trata da travessia do oceano Atlântico, ocorrida entre os dias 20 e 21 de maio de 1927, por Charles Lindberg, um piloto de 25 anos, que realizou essa travessia sozinho.
Tendo este sido o primeiro voo sem escalas desde a cidade de Nova Iorque, na costa atlântica do Estados Unidos até Paris, na França. Esta viagem durou um total de 33 horas e 30 minutos. O avião utilizado foi um monomotor. Quando a viagem foi iniciada, a grande maioria das pessoas que tomaram conhecimento desta aventura não acreditavam no êxito da mesma, visto que seis pilotos já haviam morrido ao tentarem esta travessia.
O filme mostra o histórico acontecimento através de vários flashbacks, com os momentos mais marcantes da vida de Lindberg.

## Elenco
- James Stewart como Charles Augustus Lindbergh
- Murray Hamilton como Bud Gurney
- Patricia Smith como garota do espelho
- Bartlett Robinson como Benjamin Frank Mahoney
- Marc Connelly como padre Hussman
- Arthur Space como Donald Hall
- Charles Watts como O.W. Schultz
- Erville Alderson como Burt

## Principais prémios e indicações
| Prêmio     | Categoria                  | Recipiente | Resultado |
| ---------- | -------------------------- | ---------- | --------- |
| Oscar 1958 | Melhores efeitos especiais |            | Indicado  |